# Otto Nagel (zapaśnik)
Otto Walther Dannemann Nagel (ur. 23 lutego 1889 w Kopenhadze, zm. 2 września 1947 tamże) – duński zapaśnik walczący w stylu klasycznym. Olimpijczyk ze Sztokholmu 1912, gdzie zajął dziewiętnaste miejsce w wadze półciężkiej.

## Letnie Igrzyska Olimpijskie 1912
| Konkurencja            | Rundy eliminacyjne  | Rundy eliminacyjne    | Klas. końcowa |
| Konkurencja            | Przeciwnik I        | Przeciwnik II         | Miejsce       |
| ---------------------- | ------------------- | --------------------- | ------------- |
| 82,5 kg styl klasyczny | Peter Öhler (GER) P | August Rajala (FIN) P | 19.           |